# Força de Defesa de Chinland

Bandeira da organização.

A Força de Defesa de Chinland (birmanês:  ချင်းဒေသကာကွယ်ရေးတပ်ဖွဲ့; abreviado: CDF) é um grupo rebelde em Mianmar. Foi formada em resposta ao golpe de Estado de 2021 para proteger o Estado Chin da junta militar. A organização afirma que não ataca os militares sem justa causa e que sempre emite um alerta, tal como libertar os detidos e abster-se de usar violência contra civis. Se os militares não responderem, segue-se uma guerrilha ou outra ação. Eles prometem devolver as armas e dispersar-se se a revolução for bem sucedida. A Força de Defesa de Chinland é membro do Comitê Conjunto de Defesa de Chinland, que é formado para servir aos serviços de segurança do povo chin e proteger os inimigos do Exército de Mianmar. A força total do pessoal ativo sob o comando do Comitê Conjunto de Defesa de Chinland é aproximada em cerca de 15.000. De agosto a outubro de 2021, foi relatado que ocorreram pelo menos 40 confrontos entre as tropas da junta militar e das Forças de Defesa de Chinland em vários municípios. O Comitê Conjunto afirmou que pelo menos 1.029 soldados do Tatmadaw foram mortos nos confrontos e perderam 58 dos seus em 2021.

## História
Após o golpe de Estado de fevereiro de 2021, ocorreram muitos protestos contra a nova junta militar. Os oponentes do golpe protestaram pacificamente, batendo panelas e frigideiras à noite e realizando greves online e offline. O Conselho Militar respondeu duramente, recorrendo à violência para reprimir os protestos, prendendo cidadãos e incendiando casas. Milícias civis começaram a surgir em todo o país para se oporem ao golpe e para garantirem a segurança das suas próprias áreas. Duas organizações étnicas armadas operavam no Estado Chin, o Exército Nacional Chin da Frente Nacional Chin e o Exército Revolucionário Zomi. No entanto, os grupos não conseguiram alcançar e salvaguardar adequadamente os municípios chins, o que levou à formação da Força de Defesa Chinland em 4 de abril de 2021.

## Objetivos
Os objetivos declarados da Força de Defesa de Chinland são proteger os civis da junta militar governante, a abolição da Constituição de Mianmar de 2008, o fim do regime militar e o estabelecimento de uma união federal.

## Armas
A Força de Defesa de Chinland tem usado armas pequenas, como os rifles de caça M-16, AK (Kalashnikov), MA-1 e Tu Mee. Importadores internacionais trazem fuzis M-16 e AK-47 para Mianmar.